# Claire Compagnon
Claire Compagnon est une haute fonctionnaire française, déléguée interministérielle chargée de la mise en œuvre de la « stratégie nationale autisme au sein des troubles du neuro-développement », et présidente du conseil d'administration de l'Office national d'indemnisation des accidents médicaux, des affections iatrogènes et des infections nosocomiales (ONIAM).
Dans ses fonctions pour la stratégie autisme, elle est responsable de la modification du périmètre des précédents plans autisme, qui englobent désormais tous les « troubles du neuro-développement ». Ayant précédemment officié dans la lutte contre le sida et le cancer, elle considère que l'autisme est une maladie, source de souffrances, qu'il convient de chercher à guérir.

## Biographie
Représentante des usagers des hôpitaux depuis 1996, Claire Compagnon travaille un premier temps dans la lutte contre le sida, puis pour la Ligue nationale contre le cancer. Elle rend début 2014 un rapport intitulé « Pour l’an II de la démocratie sanitaire », en référence à la loi française du 4 mars 2002 sur les droits des malades.
Elle est nommée à l’Inspection générale des affaires sociales (IGAS) par Marisol Touraine, le 4 mars 2015, en conseil des ministres.
Chargée de l'évaluation de l'efficacité du troisième plan autisme, le 3 mai 2018, elle est nommée « déléguée interministérielle à la stratégie nationale pour l’autisme », ayant pour missions de « garantir le recours régulier à l’expertise et l’expérience des usagers, des professionnels et des scientifiques », et de « coordonner » le déploiement et la communication de cette stratégie,.
Elle promet dans une vidéo du Figaro Live, début 2019, de s'engager pour que « tous les enfants autistes aillent à l'école ordinaire », promet un « reste à charge 0 » pour les familles qui ont besoin de bilans et d'examens médicaux précoces, ainsi qu'un repérage et une sortie d'établissement pour les adultes autistes maintenus dans les établissements de santé mentale sans diagnostic clair. Elle ajoute que « l'ambition numéro 1 » est de construire une société inclusive, durant une soirée organisée le 7 novembre 2018.
Elle se rend à l'institut Pasteur le 30 mars 2019 pour présenter la stratégie autisme. Début octobre 2019, elle se rend en Guadeloupe, puis en Martinique, pour rencontrer l'agence régionale de santé, dans le même objectif.

## Publications
- « Information médicale des malades et des proches par des non-soignants à l'Institut Gustave-Roussy : expérimentation, évaluation et logiques de formation » (avec Anne Festa et Philippe Amiel) dans Revue française des affaires sociales, 2005
- « L’essor du patient expert au service d’une démocratie en santé » dans Revue française des affaires sociales, 2017
- L'hôpital, un monde sans pitié (avec Thomas Sannié), L'Éditeur, 2016
- « Guérir ses vulnérabilités pour se soigner longtemps. Apprendre du sida » dans Le cancer : un regard sociologique, La Découverte, 2018

## Opinions
Claire Compagnon reconnaît que la colère des familles de personnes autistes est légitime, car la France « n'a pas été à la hauteur pendant de nombreuses années sur la question de l'autisme ». Elle rappelle que la psychanalyse n'est pas une approche recommandée pour l'autisme.
Claire Compagnon considère l'autisme comme une maladie qui fait souffrir, et qu'il convient de chercher à guérir, déclarant à propos des personnes autistes du film Hors normes « qu’ils ne souffrent pas de déviances de comportements mais des conséquences de leur maladie » ; durant l'émission Complément d'enquête le 12 décembre 2019, elle répète que l'autisme fait souffrir, ne condamne pas le recours à la chélation (pourtant décrit comme non-recommandé par la Haute Autorité de santé), tout en déclarant que la recherche d'un traitement curatif de l'autisme serait une nécessité,.
En mars 2022, elle soutient la Cohorte MARIANNE, un projet de recherche national qui pourrait « ouvrir la voie à la prévention, à un accompagnement très précoce des naissances à risque ou encore à la création de thérapeutiques » de l'autisme.